# Dacrycarpus dacrydioides
Dacrycarpus dacrydioides là một loài thực vật hạt trần trong họ Thông tre. Loài này được (A.Rich.) de Laub. miêu tả khoa học đầu tiên năm 1969.